# 高橋宏明
高橋 宏明（たかはし ひろあき、1941年（昭和16年）1月20日 - ）は、日本の実業家。東北電力相談役。東北経済連合会名誉会長。日本電気協会会長。

## 人物
宮城県仙台市出身。東北大学法学部卒業後、東北電力入社。
本部において、企画部門や営業にも精通している点が評価され2005年（平成17年）同社社長に昇格する。
2010年（平成22年）には、同社会長に就任した。
2015年（平成27年）には、同社会長を退任し、相談役に就任した。
その他にも、東北経済連合会会長、公益財団法人東北活性化研究センター会長を歴任。
2016年（平成28年）、フランス政府レジオン・ドヌール勲章シュヴァリエを受章。2021年（令和3年）、旭日大綬章を受章。

## 略歴
- 1963年（昭和38年）- 東北大学法学部卒業後、東北電力入社。
- 1994年（平成6年）- 理事秘書室長。
- 1995年（平成7年）- 取締役秘書室長委嘱。
- 1997年（平成9年）- 常務取締役。
- 2001年（平成13年）- 取締役副社長 お客様本部長、IR担当[7]。
- 2003年（平成15年）- 取締役副社長 お客様本部長、IR担当、企業倫理担当。
- 2005年（平成17年）- 代表取締役社長。
- 2010年（平成22年）- 代表取締役会長。東北観光推進機構会長[8]。
- 2015年（平成27年）- 相談役。
- 2019年（令和元年）- 日本電気協会会長[9]。